# تامارن
تامارن (به اسپانیایی: Tamarón) یک شهرستان در اسپانیا است که در کاستیا و لئون واقع شده‌است.

## خصوصیات
تامارن ۱۵ کیلومترمربع مساحت و ۴۶ نفر جمعیت دارد.